# Старый Калкаш
Старый Калкаш (баш. Иҫке Ҡалҡаш) — деревня в Стерлибашевском районе Республики Башкортостан Российской Федерации. Административный центр Старокалкашевского сельсовета.

## География

### Географическое положение
Расстояние до:
- районного центра (Стерлибашево): 12 км,
- ближайшей ж/д станции (Стерлитамак): 45 км.

## Население
| 2002 | 2009 | 2010 |
| ---- | ---- | ---- |
| 419  | ↗433 | ↘349 |

Согласно переписи 2002 года, преобладающая национальность — башкиры (97 %).

## Религия
В деревне есть мечеть «Гашия».